# Liêu Phàm
Liêu Phàm (tiếng Trung: 廖凡; sinh ngày 14 tháng 2 năm 1974) là một nam diễn viên kịch nghệ và điện ảnh người Trung Quốc. Anh từng tốt nghiệp Học viện Hý kịch Thượng Hải. Tháng 2 năm 2014, anh thắng giải Gấu bạc cho nam diễn viên xuất sắc nhất tại Liên hoan phim quốc tế Berlin lần thứ 64, nhờ diễn xuất trong phim Bạch nhật, diễm hỏa (do Điêu Diệc Nam làm đạo diễn).

## Danh sách phim

### Điện ảnh
| Năm  | Tựa dịch                    | Tựa tiếng Hoa      | Vai diễn       | Ghi chú              |
| ---- | --------------------------- | ------------------ | -------------- | -------------------- |
| 2001 | Tượng kê mao nhất dạng phi  | 像鸡毛一样飞       | Chen Xiaoyang  | [ 6 ]                |
| 2004 | Baober in Love              | 恋爱中的宝贝       | Li Yang        |                      |
| 2004 | Thiên hắc thỉnh bế nhãn     | 天黑请闭眼         | Da Wei         | [ 7 ]                |
| 2005 | Cầu cầu nhĩ, biểu dương ngã | 求求你，表扬我     | Tan Wei        |                      |
| 2006 | Lục mạo tử                  | 绿帽子             |                | [ 8 ]                |
| 2006 | Curiosity Kills the Cat     | 好奇害死猫         | Security guard | [ 9 ]                |
| 2007 | Getting Home                | 落叶归根           | Police         | Scenes cut from film |
| 2007 | Assembly                    | 集结号             | Jiao Dapeng    | [ 11 ]               |
| 2007 |                             | 沉默的较量         | Gu Zi          | [ 12 ]               |
| 2008 | Ocean Flame                 | 一半海水，一半火焰 | Wang Yao       | [ 13 ]               |
| 2010 | Let the Bullets Fly         | 让子弹飞           | Lao San        | [ 14 ]               |
| 2010 | If You Are the One 2        | 非诚勿扰2          | Jian Guo       | [ 15 ]               |
| 2011 | The Founding of a Party     | 建党伟业           | Zhu De         | [ 16 ]               |
| 2011 | Love on Credit              | 幸福额度           | Jiang Cheng    | [ 17 ]               |
| 2012 | 12 con giáp                 | 十二生肖           | David          | [ 18 ]               |
| 2014 | Bạch nhật, diễm hỏa         | 白日焰火           | Zhang Zili     | [ 19 ]               |
| 2014 | Quan hệ sàng thượng 2       | 床上关系2          | Zheng Zhong    | [ 20 ]               |
| 2015 | Mệnh trung chú định         | 命中注定           | Feng Dali      | [ 21 ]               |
| 2015 | Sư phụ                      | 师父               | Chen Shi       | [ 22 ]               |
| 2017 | Tội ác tâm lý               | 心理罪             | Tai Wei        | [ 23 ]               |
| 2018 | Tà ấp bát chính             | 邪不压正           | Zhu Tilong     | [ 24 ]               |
| 2018 | Ash Is Purest White         | 江湖儿女           | Wu Ge          | [ 25 ]               |
| 2019 | Savages                     | 雪暴               |                | [ 26 ]               |
| 2019 | The Wild Goose Lake         | 南方车站的聚会     |                | [ 27 ]               |

### Truyền hình
| Năm  | Tựa tiếng Anh              | Tựa tiếng Hoa  | Vai diễn          | Ghi chú           |
| ---- | -------------------------- | -------------- | ----------------- | ----------------- |
| 1995 |                            | 北京深秋的故事 | Lao Xie           |                   |
| 1997 |                            | 三坊七巷       | Ma Zai            |                   |
| 1998 | Cherish Our Love Forever   | 将爱情进行到底 | Yu Lin            | [ cần dẫn nguồn ] |
| 2000 | Deathly Encounter          | 致命邂逅       | Ah Dan            | [ 28 ]            |
| 2000 |                            | 绝路           | Lu Xueping        |                   |
| 2001 | Love Story in Shanghai     | 像雾像雨又像风 | Wu Boping         | [ 29 ]            |
| 2001 |                            | 锵锵儿女到江湖 | Yan Yichun        |                   |
| 2001 | Love in Sunshine           | 爱在阳光灿烂时 | Pan Xiaoxing      |                   |
| 2002 |                            | 相约青春       | Ling Hui          | [ 30 ]            |
| 2003 | Farewell Vancouver         | 别了,温哥华    | Si Mabo           | [ 31 ]            |
| 2004 | Love Me                    | 好想好想谈恋爱 | Ma Xiaodong       | [ 32 ]            |
| 2005 |                            | 风吹云动星不动 | Xiao Kun          | [ 33 ]            |
| 2005 |                            | 录像带         | Policeman         |                   |
| 2006 |                            | 随风飞扬       | Mu Feng           |                   |
| 2007 | Marry for Love             | 为爱结婚       | Bai Ju            | [ 34 ]            |
| 2007 |                            | 大院子女       | Liu Shuanglin     | [ 35 ]            |
| 2008 | A Poem for the Oak         | 相思树         | Dongfang Lingxiao | [ 36 ]            |
| 2009 | Angry Angel                | 愤怒的天使     | Zhang Dongyang    | [ 37 ]            |
| 2009 | Shanghai of Bourne         | 谍影重重之上海 | Yan Tian          | [ 38 ]            |
| 2009 | The Line                   | 生死线         | Ouyang Shanjing   | [ 39 ]            |
| 2010 | Legend of the Wind         | 风声传奇       | Lao Pan           | [ cần dẫn nguồn ] |
| 2011 | Biography of Sun Tzu       | 孙子大传       | Zhuan Zhu         |                   |
| 2013 | Jinan City is our Hometown | 我们这拨人     | Wang Daliang      | [ 40 ]            |
| 2013 | Woman Gang                 | 女人帮         | Gao Ming          | [ 41 ]            |
| 2013 | Meng's Place               | 海上孟府       | Lang Tou          | [ 42 ]            |
| 2014 | All Quiet in Peking        | 北平无战事     | Liang Jinglun     | [ 43 ]            |
| 2018 | Thoát thân                 | 脱身           | Guo Xuhui         | [ 44 ]            |
| 2020 | Trầm mặc đích chân tương   | 沉默的真相     |                   |                   |

## Giải thưởng
| Năm  | Giải thưởng                                             | Hạng mục                                     | Tác phẩm đề cử      | Chú thích |
| ---- | ------------------------------------------------------- | -------------------------------------------- | ------------------- | --------- |
| 2005 | Liên hoan phim quốc tế Singapore lần thứ 18             | Nam diễn viên xuất sắc nhất                  | Lục mạo tử          | [ 45 ]    |
| 2014 | Liên hoan phim quốc tế Berlin lần thứ 64                | Giải Gấu bạc cho nam diễn viên xuất sắc nhất | Bạch nhật, diễm hỏa | [ 4 ]     |
| 2014 | Giải hội phê bình phim Thượng Hải lần thứ 23            | Nam diễn viên chính xuất sắc nhất            | Bạch nhật, diễm hỏa |           |
| 2015 | Giải thưởng điện ảnh châu Á lần thứ 9                   | Nam diễn viên chính xuất sắc nhất            | Bạch nhật, diễm hỏa | [ 46 ]    |
| 2015 | Giải Nghiệp đoàn đạo diễn điện ảnh Trung Quốc lần thứ 6 | Nam diễn viên chính xuất sắc nhất            | Bạch nhật, diễm hỏa | [ 47 ]    |